# Alexander Wladimirowitsch Romantschuk

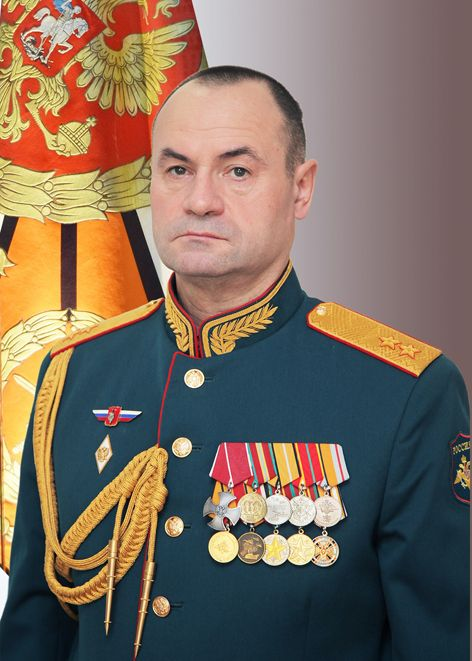
Alexander Romantschuk (2013)

Alexander Wladimirowitsch Romantschuk (russisch Александр Владимирович Романчук; * 15. April 1959 in Lugansk, Ukrainische Sowjetrepublik, Sowjetunion) ist ein russischer Generaloberst. Seit 2019 ist er Leiter der Allgemeinen Militärakademie der Russischen Streitkräfte.

## Leben
1976 trat Romantschuk in die Sowjetarmee ein. 1989 absolvierte er die Malinowski-Militärakademie der Panzertruppen in Moskau. 2008 absolvierte er die Militärakademie des Generalstabes der Streitkräfte der Russischen Föderation.
Am 9. Januar 2011 wurde Generalmajor Romantschuk zum Oberbefehlshaber der 29. Armee ernannt. Am 22. Februar 2013 wurde er zum Generalleutnant befördert. 2019 wurde er Leiter der Allgemeinen Militärakademie der Russischen Streitkräfte in Moskau. Zuvor war er Stellvertreter des Kommandeurs der Streitkräfte des Militärbezirks Süd, Generaloberst Alexander Dwornikow.

## Auszeichnungen
Beförderungen
- vor 2011: Generalmajor[10]
- 22. Februar 2013: Generalleutnant[11]

- Tapferkeitsorden (2016)[12]
- Orden für Militärische Verdienste
- Medaille des Verdienstordens für das Vaterland II. Klasse
- Orden der Freundschaft
- Orden des Roten Sterns
- Medaille „Für Auszeichnung im militärischen Dienst“
- Medaille „60 Jahre Streitkräfte der UdSSR“
- Medaille „70 Jahre Streitkräfte der UdSSR“
- weitere Medaillen